# Ахилия Бай (аэропорт)
Аэропорт имени Ахилия Бай (англ. Devi Ahilyabai Holkar Airport) (ИАТА: IDR, ИКАО: VAIR) — государственный аэропорт Индии, находящийся в штате Мадхья-Прадеш в 8-ми км. от города Индаур. Аэропорт занимает 20-е место по загруженности в Индии. Аэропорт назван в честь Ахилии Бай, правительницы индийского княжества Индаур. Аэропорт имени Ахилии Бай принимает самолёты: ATR-72, Airbus A-321, Boeing 737 и имеет единственную взлётно-посадочную полосу длиной 2750 метров и шириной 45 метров. Аэродром оснащён новейшим навигационным оборудованием. С 2008 года с аэропорта отправляются сезонные чартерные рейсы для совершения Хаджа.

## Терминал

### Пассажирский
Новое здание терминала было открыто 14 февраля 2012 года и способен обрабатывать 700 пассажиров в час. Новый терминал имеет современные эскалаторы и систему обработки багажа. Терминал рассчитан на 46 ежедневных рейсов. В рамках подготовки к предлагаемым международным рейсам, терминал будет иметь 16 стоек регистрации, 16 иммиграционных счётчиков и четыре счетчика для таможни, системы видеонаблюдения рентгеновских аппаратов для обеспечения безопасности. Что касается удобства, терминал также будет иметь два лифта и два эскалатора конвейерные ленты для багажа.

### Грузовой
Грузовой терминал аэропорта является перегрузочным комплексом.

## Авиакомпании и направления
| Авиакомпания | Направления |
| ------------ | --- |
| Air India    | Нью-Дели, Мумбаи |
| Jet Airways  | Нью-Дели, Мумбаи, Пуна, Ченнаи                                                                                            |
| IndiGo       | Ахмадабад, Бангалор, Нью-Дели, Ченнаи, Гоа, Хайдарабад, Калькутта, Лакхнау, Мумбаи, Нагпур, Пуна, Райпур, Ранчи, Сринагар |